# Laxmi Puran
O Lakshmi Purana é um purana escrito no século XV por Balarama Dasa, uma grande poeta da literatura oriá , que é frequentemente considerada a mais alta dos poetas na Era de Panchasaca.

## Sinopse de Lakshmi Purana
Neste Purana, a Deusa Lakshmi visita Shriya, uma catadora da baixa casta, motivo pelo qual Balarama, o irmão mais velho de Jagannatha (Vishnu) ficou irritado com Lakshmi, e a expulsou do Templo de Jagannatha Puri, um dos quatro mais sagrado lugares de peregrinação (Dham) dos Hindus. Lakshmi deixa o templo, e vinga o insulto amaldiçoando seu marido e cunhado a atravessarem um prolongado sofrimento, sem comida, água ou abrigo. O Purana levanta a voz contra as más práticas de intocabilidade dos párias na sociedade. Ele também salienta a importância do feminismo, e empodera o poder do feminino, para resistir à hegemonia masculina.

## Premier do Movimento Feminista
É talvez a primeira tentativa na Índia para o feminismo e casteismo. O purana descreve as estruturas sociais e a desigualdade de gênero persiste na sociedade. Ele também é um protesto contra a hegemonia masculina. Lakshmi foi jogado para fora de sua casa por seu marido. Mas ela também dá um guia para as mulheres para cumprir os seus deveres e responsabilidades honestamente. Esse Purana inicia uma feministic movimento em Orissa na Índia, como um ritual em forma de Lakshmi Puja ou adoração da Deusa Lakshmi.

## A popularidade de Lakshmi Purana
Em Odisha, Lakshmi Purana é considerado como um texto sagrado em todos os lares. Em várias partes do Odisha, e em regiões vizinhas em Chhattisgarh, Jharkhand, Bengala Ocidental e  área Srikakulam de Andhra Pradesh, mulheres executam um Lakshmi Puja especial de um mês no mês Hindu de Margasirsha ou Agrahayana. A Lakshmi Puja (Mana osha) é celebrada semanalmente em cada quinta-feira desse mês, e principalmente as mulheres adoram a Deusa Lakshmi, com todos os rituais. Jay Jagannath, Jay Maa Lakshmi.

## Filme de Bollywood, com base no Lakshmi Purana
Jai Jagannatha (Oriá: ଜୟ ଜଗନ୍ନାଥ, Hindi: जय़ जगन्नाथ, Bengali: জয় জগন্নাথ, Assamês: জয জগন্নাথ, Punjabi: ਜਯ ਜਗੰਨਾਥ, Gujarati: જય જગન્નાથ, Telugo: జయ జగన్నాథ, Tâmil: ஜய ஜகநாத, malaiala: ജയ ജഗനാഥ) é filme indiano multilíngue e mitológico de 2007, dirigido por Sabyasachi Mohapatra, lançado em 15 idiomas. Além de oriá e Hindi, foi lançado em inglês, Bengali, Assamese, Chhattisgarhi, Bhojpuri, Rajasthani, Punjabi, Gujarati, Marati, Telugo, tâmil, Malaiala e Nepalês. A história de Jai Jagannatha é baseada no antiga escrita oriá de Lakshmi Puran.